# STMG
La STMG o Soluzione Tecnica Minima Generale, contemplata nella norma ENEL DK 5310, Agosto 2008 Ed. II - 1/94 , definisce i criteri di allacciamento per impianti fotovoltaici superiori a 1 kWp fino ad impianti di grandi dimensioni.
Attualmente la dizione "STMG" è stata sostituita dalla STD o Soluzione Tecnica Definitiva, vero e proprio preventivo fornito dall'Enel in base al quale l'utente può valutare l'investimento dell'impianto fotovoltaico. In caso di accettazione, l'utente deve versare entro 45 giorni il 30% della cifra preventivata al fine di riservarsi la disponibilità della linea elettrica più vicina.